# Direction départementale interministérielle
Pour les articles homonymes, voir DDI.
En France, une direction départementale interministérielle (DDI) est un service déconcentré de l'État français organisé à l’échelon départemental. Bien qu'ayant une vocation interministérielle, les DDI (auparavant associées au Premier ministre) relèvent depuis 2020 du Ministre de l'Intérieur, et sont placées sous l'autorité du préfet de département,.
Leur création traduit la volonté de rendre plus efficace et plus lisible l’organisation de l’État dans les départements.

## Historique
Créées par un décret du 3 décembre 2009, les DDI existent de façon effective depuis le 1er janvier 2010, dans tous les départements de France métropolitaine à l'exception de ceux d'Île-de-France où elles sont effectives depuis le 1er juillet 2010. Il n'y a pas de DDI en outre-mer.
Un décret du 14 août 2020 a transféré la responsabilité des DDI du Premier ministre au Ministre de l'intérieur. Il donne aussi pouvoir au ministre de l'intérieur pour désigner les organisations syndicales habilitées à avoir des représentants au sein des DDI.
Un décret no 2020-1545 du 9 décembre 2020 crée des directions départementales de l'emploi, du travail et des solidarités (DDETS) à compter du 1er avril 2021. Issues de l'intégration des unités départementales des directions régionales des entreprises, de la concurrence, de la consommation, du travail et de l'emploi (UD-DIRECCTE) aux directions départementales de la cohésion sociale (ou DDCS-PP), les DDETS sont notamment compétentes pour la mise en œuvre des politiques de cohésion sociale, de développement de l'emploi, d'insertion sociale et professionnelle, et de l'accès et du maintien dans le logement et du travail.

## Organisation
Issues de la fusion des anciennes directions départementales, les DDI se caractérisent par leur vocation interministérielle. Cette organisation contribue à simplifier les démarches des usagers en organisant les administrations départementales de l’État autour de trois fonctions clairement identifiées : le développement des territoires, la cohésion sociale et la protection des populations.
Les DDI sont subordonnées aux préfets de département mais dépendent pour leurs moyens des directeurs régionaux chargés des BOP (Budget Opérationnel de Programme) et donc indirectement des ministères de rattachement.
Chaque département métropolitain comprend :
- une direction départementale des territoires (DDT), ou une direction départementale des territoires et de la mer (DDTM) s’il possède une façade maritime ;
- une direction départementale de l'emploi, du travail et des solidarités (DDETS) ;
- une direction départementale de la protection des populations (DDPP).

Dans les départements de moins de 400 000 habitants ou sur certains territoires en raison d’enjeux particuliers, les compétences des DDETS et DDPP sont fusionnées dans une direction départementale de l'emploi, du travail et des solidarités et de la protection des populations (DDETS-PP).
On compte ainsi au total 238 DDI regroupant 32 000 agents environ : 66 DDT, 26 DDTM, 50 DDETS, 50 DDPP, et 46 DDETSPP.

## Missions

### Direction Départementale des Territoires (et de la Mer) - DDT(M)
Les directions départementales des territoires (DDT), ou directions départementales des territoires et de la mer (DDTM) dans les territoires côtiers, sont compétentes en matière de politiques d'aménagement et de développement durables des territoires. Regroupant les anciens services déconcentrés de l’équipement (DDE), de l’agriculture (DDAF), et des affaires maritimes (DAM), leurs principales missions recouvrent les domaines suivants :
- aménagement et urbanisme ;
- logement, habitat et construction ;
- agriculture et forêt ;
- politiques en faveur de la préservation de l’environnement (eaux, espaces naturels et forestiers, faune et flore, déchets et nuisances) ;
- prévention des risques naturels et technologiques ;
- politique d'éducation et de sécurité routière.

Les départements côtiers comprenant une DDTM sont les suivants : Alpes-Maritimes, Aude, Bouches-du-Rhône, Calvados, Charente-Maritime, Côtes-d'Armor, Finistère, Corse-du-Sud, Haute-Corse, Gard, Gironde, Hérault, Ille-et-Vilaine, Landes, Loire-Atlantique, Manche, Morbihan, Nord, Pas-de-Calais, Pyrénées-Atlantiques, Pyrénées-Orientales, Seine-Maritime, Somme, Vendée, Var.
Il n'existe pas de DDTM dans les départements d'outre-mer.

### Direction Départementale de la Cohésion Sociale - DDCS
La direction départementale de la cohésion sociale (DDCS) a regroupé  les anciens services de la jeunesse et des sports (DDJS) et la partie sociale des ex-directions départementales des affaires sanitaires et sociales (DDASS). Ses principales missions recouvraient les domaines suivants :
- de la politique sociale ;
- de la politique de la ville ;
- de la jeunesse (accueil collectif de mineur, politiques éducatives territoriales…) ;
- des sports (comités départementaux des différents sports…) ;
- de la vie associative.

À noter qu'au 1er janvier 2021, les compétences des services régionaux et départementaux de l’État chargés de la jeunesse, de l'engagement civique, de l'éducation populaire, de la vie associative et des sports sont transférés aux recteurs de région académique et aux directeurs académiques des services de l'éducation nationale.
Et à compter du 1er avril 2021, les compétences des services régionaux et départementaux de l’État contribuant au service public de l'emploi et de l'insertion sont regroupées, avec la création de directions départementales de l'emploi, du travail et des solidarités (DDETS), intégrant sur certains territoires la protection des populations (DDETS-PP), par une intégration des UD-DIRECCTE aux directions départementales de la cohésion sociale (DDCS).

### Direction Départementale de la Protection des Populations - DDPP
La direction départementale de la protection des populations (DDPP), qui a succédé à l’administration de la concurrence, de la consommation et de la répression des fraudes (DDCCRF), et aux services vétérinaires (DDSV). Ses principales missions recouvrent les domaines suivants :
- qualité et sécurité de l'alimentation ;
- protection de la santé des animaux et de l’environnement ;
- protection économique des consommateurs et régulation des marchés ;
- qualité et sécurité des produits non alimentaires et des services.

À noter que les missions de l'emploi, du travail et des solidarités et de protection de la population sont assumées par deux structures distinctes (DDETS et DDPP) dans les 50 départements les plus peuplés : Ain, Aisne, Alpes-Maritimes, Bouches-du-Rhône, Calvados, Charente-Maritime, Côte-d'Or, Côtes-d'Armor, Drôme, Eure, Finistère, Gard, Haute-Garonne, Gironde, Hérault, Indre-et-Loire, Isère, Loire, Loire-Atlantique, Loiret, Maine-et-Loire, Manche, Meurthe-et-Moselle, Morbihan, Moselle, Nord, Oise, Pas-de-Calais, Puy-de-Dôme, Pyrénées-Atlantiques, Pyrénées-Orientales, Bas-Rhin, Rhône, Saône-et-Loire, Sarthe, Haute-Savoie, Paris, Seine-Maritime, Seine-et-Marne,Yvelines, Somme, Var, Vaucluse, Vendée, Vienne, l'Essonne, les Hauts-de-Seine, la Seine-Saint-Denis, le Val-de-Marne et le Val-d'Oise.
Dans les autres départements métropolitains non franciliens (de moins de 400 000 habitants ou en raison d’enjeux particuliers), une structure unique, la direction départementale de l'emploi, du travail et des solidarités et de la protection des populations (DDETS-PP), assume l'ensemble des missions.